# N.T. Bruun
Niels Thorup Bruun (født 19. januar 1778 i København –, død 8. juni 1823 på Bistrup) var en dansk litterat.
Som privilegeret teateroversætter oversatte og bearbejdede Bruun fra 1800 en snes år frem i tiden en mængde syngespil og komedier - en af hans bedste bearbejdelser er Ungdom og Galskab, som han indrettede til Édouard du Puys musik efter Jean-Nicolas Bouillys og Étienne-Nicolas Méhuls Une folie. Af August von Kotzebue har Bruun i særdeleshed oversat snese af komedier, og under påvirkning heraf forsøgte han sig selv med nogle originale arbejder (Hittebarnet, Betlerpigen, Bulderbassen et cetera), der dog alle gjorde fiasko. Som visedigter kendt og yndet af sin samtid (for eksempel Sankt Hansdag er Glædens og Midsommers Fest) var han derimod lidet værdsat som personlighed.